# Васик, Ахмадулла
Ахмадулла Васик (пушту احمد اللہ وثیق‎) — афганский политик, в настоящее время исполняет обязанности директора по разведке и является заместителем главы культурной комиссии Исламского Эмирата Афганистан. С 25 октября 2021 года является заместителем центрального представителя Исламского Эмирата Афганистан вместе с Инамуллой Самангани и Маулви Асадуллой (Билал Карими). Он родился в провинции Газни .
26 августа 2021 года он вместе с Анасом Хаккани посетил Совет по крикету Афганистана. Они встретились с официальными лицами совета по крикету и национальными игроками и заверили их во всем возможном сотрудничестве для продвижения крикета.

## Биография
С начала 2020 года до середины 2021 года он появлялся в качестве ведущего информационного канала — Al Emara, беря интервью у представителей талибов на территориях, контролируемых талибами, по всей стране. Считается, что он имеет большое значение в медиа-офисах талибов вместе с Абдулом Кахаром Балхи.

## См.также
- Шер Мохаммад Аббас Станикзай
- Анас Хаккани
- Сухаил Шахин
- Забиулла Муджахид